# トリハダ〜夜ふかしのあなたにゾクッとする話を
『トリハダ〜夜ふかしのあなたにゾクッとする話を』（トリハダ よふかしのあなたにゾクッとするはなしを）は、フジテレビで主に番組改編期にフジテレビ系列で深夜に放送されているテレビドラマ。ここでは実質的な続編ともいえる『カクセイ 〜恐怖に目覚める6つのストーリー〜』『ドクロゲキ』についても記述する。

## 概要
フジテレビとホリプロ（トリハダシリーズ）・東北新社（カクセイ・ドクロゲキ）が共同制作しているオムニバス形式のドラマ。同じくオムニバス形式でありテイストも類似してい、世にも奇妙な物語と関連付けられることも多く、世にも奇妙な物語の新作と同日に放送されたこともある。
トリハダシリーズでは実質ホリプロが制作主導のため、ホリプロ所属の俳優が多数出演する。また、メインキャストとして谷村美月がそれぞれの話の間に挟まる物語の主人公として出演する。制作局のフジテレビのホームページではドラマのストーリーについての記載は一切されず、事前にホームページで公表される出演者は主演俳優（トリハダでは谷村美月、第2弾のみ佐津川愛美、ドクロゲキでは各話主演）のみである。
ストーリーの主な特徴として、主人公が何かしらの生死に関わるような恐怖体験をし次第に追い詰められていくさまを描く。一部の作品は主人公がどのような結末になったのかあえて明示しておらず、視聴者に判断を委ねる作りとなっている。だが、幽霊などの心霊現象は少なく、人間の狂気や理不尽さなど現実味を帯びた恐怖をあつかっている。
また、各話の間にはショートストーリーが挟まり、番組が進むにつれその物語も進行していく。トリハダ1では「ある女の子が視聴者と共に『トリハダ』を見ている」設定で進み、ショートストーリーの最終話がそのまま第7話となる。それ以外（3～6、カクセイ）では現実とはリンクしないももの、所々に放送された本編とリンクする描写が見られる。
「ドクロゲキ」シリーズでは「トリハダ」シリーズのテイストをそのままに、「登場人物が救われない結末を迎える」「トリハダ同様結末が明示されない」など視聴者から見ても後味の悪い結末を迎える話がメインとなる。
2012年の9月にシリーズ初の「トリハダ ‐劇場版‐」が決定した。

## トリハダ五箇条
上記のうち、トリハダシリーズの特徴をまとめたもの。映画版サイトで公開されている。
幽霊は出ない
上記の通り幽霊による恐怖は無く、人間が持つ狂気などがメインとなっている。
超常現象は起きない
こちらも前述の通り、科学では説明できない現象などは発生しない。
音楽で恐怖を煽らない
基本的にBGMは無く、生音のみで構成されている（ただし、一時的に無音になることはある）。
過度な演出はしない
大きな演出などはなく、ナチュラルな演出方法がとられている。
日常から逸脱しない
パラレルワールド物やSFなどで現実が逸脱しておらず、日常の中で誰にでも起こりうる話を扱っている。

## 『トリハダ』
2007年3月29日(木)24:50 - 25:40に放送。2008年3月30日(日)27:15 - 28:05に再放送。全7話。視聴率は3.8%。

### あらすじ
第一話「気づいた時が恐怖のはじまり」
深夜のコインランドリーにいた主人公（江口のりこ）は、テレビに映る終夜放送のライブカメラ越しに殺人を目撃してしまう。あわてて警察を呼ぼうとするとテレビの中から……。
第二話「未知と知のはざまの葛藤」
主人公(入山法子)の他に誰もいない深夜バスに、乗り込んできた女（濱田万葉）はわざわざ主人公の隣に座る。薄気味悪い時間を過ごしているうちに、新しい乗客がやって来たが……。
第三話「愛もしくは憎悪に関する記録」
地下鉄に乗っていた主人公（松尾政寿）がホームを見ると、赤い服を着た女（イチキ游子）が小銭を拾い集めていた。誰に言うわけでもなく「だっせー」と呟くが、その翌日から、主人公の周りをその赤い服の女がうろつくようになる……。
第四話「想像は人を支配する」
隣の部屋からの男女の揉めるような大声に眠れない主人公（菊池亜希子）。女の長い悲鳴を最後に音が全くしなくなり、まさかの事態を想像した主人公は、風呂場に行き壁に耳を当てて様子を伺うが……。
第五話「常に起こりえる監視のカタチ」
スパムに悩まされる主人公（井村空美）。ついにメールで「いい加減にしろ」と返信してしまう。次の日、変えたばかりの携帯電話に、その日の主人公の行動を写した画像が送られてきて……。
第六話「そこにある欲望と衝動の闇」
酔っ払って公衆トイレに入った主人公（斎藤歩）は、女の文字で「たすけて」と書かれている落書きを発見し、酔った勢いで「いいよ」と返事を書いてしまう。翌日見ると「いつ？」という落書きが書き足されているのだった……。
第七話「余命診断」
午前3時33分、テレビの砂嵐に浮かび上がるというQRコードを読み取ると自分の寿命が分かると友人に言われた主人公（谷村美月）。興味半分で撮ると、Iモード接続が可能に。接続すると「60S」という数字が液晶画面に映る。しかし、数字がだんだんと減っていき、それと同時に、階段を誰かが登ってくる……。

### キャスト
サイドストーリー
- 谷村美月

第一話「気づいた時が恐怖のはじまり」
- 江口のりこ
- 島口哲朗
- 河口博昭

第二話「未知と知のはざまの葛藤」
- 入山法子
- 濱田万葉
- 有山尚宏
- 星野博
- 川向基公

第三話「愛もしくは憎悪に関する記録」
- 松尾政寿
- イチキ游子
- 世古陽丸

第四話「想像は人を支配する」
- 菊池亜希子
- 高尾祥子

第五話「常に起こりえる監視のカタチ」
- 井村空美

第六話「そこにある欲望と衝動の闇」
- 斎藤歩

第七話「余命診断」
- 谷村美月

声の出演
- 中別府葵
- 中山愛弓
- 大多葉子

### スタッフ
- 企画：大辻健一郎（フジテレビ）
- プロデューサー：藤原努（ホリプロ）
- 演出(チーフディレクター)：三木康一郎
- 脚本：浜田秀哉、オダタツヤ
- 余命診断 原案：佐藤弘幸
- エキストラ：クロキプロ
- 広報：宇佐美順子（フジテレビ）
- 撮影：榎本正使
- 美術プロデュース：松沢由之
- 美術進行：今井隆之
- 装飾：加川功
- 照明：尾畑弘昌
- VE：三坂裕之
- 録音：井家眞紀夫
- 編集：村井佐知
- EED：来栖和成
- MA：平林真樹
- 音効：磯川浩己
- CG：umpd
- 記録：森川麻衣
- スタイリスト：芦谷友子
- メイク：一條純子
- 車輌協力：アルタイル
- 美術協力：フジアール
- 技術協力：映広
- 助監督：水谷宏征、松丸博孝
- 製作主任：堀禎
- AP：山谷幸子、楠田俊之
- 製作：フジテレビ、ホリプロ

### ネット局
- 同時ネット：フジテレビ（制作局）、岩手めんこいテレビ、仙台放送、テレビ新広島

## トリハダ2「ネック」
2007年9月27日(木)25:35 - 26:35に放送。全6作品で唯一の長編。

### あらすじ
両腕が鎖で縛られ、上からぶら下げられている状態で監禁されている4人。しかも、不安定な足場に首つりの状態。何かの拍子で、崩れたらあの世行きは確定の状態。首にかけられた数字式の鍵、そして謎のタイマーが発動する。本作品はシリーズで唯一の長編となっている。

### キャスト
- 佐津川愛美
- 金井勇太
- 音尾琢真
- 洞口依子
- 森川明日花
- 土屋良太
- 塩山義高
- イズサウンド

### スタッフ
- 監督：三木康一郎
- 脚本：三木康一郎、山名宏和
- 助監督：中原芳、近田雅美、高橋修二
- 記録：竹本貴久子
- 制作進行：堤智志
- プロデューサー：藤原努（ホリプロ）
- AP：山谷幸子
- 企画：大辻健一郎（フジテレビ）

## 『トリハダ3』
2008年4月2日(水)24:35 - 25:35に放送。2008年8月26日(火)25:10 - 26:10に再放送。全六話。

### キャスト
サイドストーリー
- 谷村美月

第一話「甘い誘いは死へのいざない」
- 柄本佑

第二話「雑音と無音の因果律」
- 入来茉里
- 武重勉

第三話「偽装された殺意の行方」
- 中村麻美
- 中村靖日
- 別府彩

第四話「概念における誤解と真実」
- 吹田早哉佳

第五話「貪欲な愛情に起因する戦慄」
- 野間口徹
- 延増静美

第六話「常識を逸脱した非情の結末」
- 眞島秀和
- 森下能幸

### あらすじ
プロローグ
会社から帰ってきた主人公は隣のマンションのカーテンからこちらを覗く男に気付いてしまう。怖くなった主人公は警察に電話を掛けるが……。
第一話「甘い誘いは死へのいざない」
アパートに越してきたばかりの主人公は隣に住むカップルの立てる騒音に苛立ち、抗議と共に壁を思い切り叩く。翌晩、隣の部屋から喘ぎ声が聞こえてくるので壁に耳を当て聞いていると……。
第二話「雑音と無音の因果律」
駅のホームでイスに座り大音量で音楽を聴きながら電車を待つ主人公。その背後を、ホームで待っている人々は阿鼻叫喚の悲鳴と共になぜか次々と逃げ出すが、主人公はまるで気づかず……。
第三話「偽装された殺意の行方」
近所で起こる連続殺人のニュースを聞いた主人公。その夕方、連続殺人犯の特徴に一致した男が火災報知機の点検にやってくる。一応部屋に入れるが……。
第四話「概念における誤解と真実」
近頃、誰かに見張られている気がしてならない主人公。常に近くで異音が響くのだ。友人らは「心配するな」と言うがどうしても気になる。そしてついに、その異音の正体が判明する……。
第五話「貪欲な愛情に起因する戦慄」
主人公はホテルにデリヘルを呼ぶが、やってきたのは写真とは似ても似つかない女。チェンジだと追い返し別の女を頼む。数分後、再びチャイムが響くのだが……。
第六話「常識を逸脱した非情の結末」
会社までの道を歩いていると、謎の男が自分の横を速度を合わせてついてくる。逃げ切り横断歩道で待っていると、またその男が現れて……。
エピローグ
電話を掛けた数分後に隣のマンションに駆けつけた警察たちによって、こちらを覗く男は首を吊った死体だと判明し、驚きつつもほっとする主人公。しかしその死体の男は……。

### スタッフ
- 企画：大辻健一郎（フジテレビ） 、水野綾子（フジテレビ）
- プロデューサー：藤原努（ホリプロ）
- 原案・脚本：堀田延、八代丈寛、佑里沢満人
- 監督：三木康一郎

### ネット局
- 同時ネット：フジテレビ、岩手めんこいテレビ、仙台放送、新潟総合テレビ、テレビ新広島
- 遅れネット：岐阜放送（2012年10月3日24:00-24:55に放送）、tvk（2012年11月4日20:55-21:50に放送）

## 『トリハダ4』
2008年10月9日(木)25:20 - 26:20に放送。2009年6月1日(月)25:10 - 26:10に再放送。全六話。

### キャスト
サイドストーリー
- 谷村美月

第一話「恐怖は常にあなたの隣りに」
- 柄本時生
- 宮下ともみ

第二話「内面と外面の相違から起こる悲劇」
- 於保佐代子
- 三島ゆたか
- 佐藤仁

第三話「行き過ぎた愛情の記録」
- 津田健次郎
- 竹内えり
- 岡亮
- 庵原涼香

第四話「好奇心が猜疑心を超えた結末」
- 松尾諭
- 青山玲子

第五話「いつか尽きる求愛のカタチ」
- 木南晴夏
- 本山彦次郎

第六話「誰もが持つ恐ろしい人間の本性」
- 佐津川愛美

### あらすじ
プロローグ
深夜のコインランドリーで洗濯物が出てくるのを待つ主人公（谷村）。暇をもてあまし、あちこちにイタズラ電話をする。しかし、ある所にイタズラ電話を仕掛けると、無機質な機械音で「アナタハ今日ノ2時5分ニ死亡シマス」と返ってくる。何回電話しても同じ答え。ふと時計を見ると、時刻は1時20分……。
第一話「恐怖は常にあなたの隣りに」
毎朝同じ時間に出勤する、同じマンションの隣の部屋に住む女性に一方的な愛情を抱く主人公。ある日、ベランダに出ると、その女性の部屋の窓の鍵が開いている事に気づく。チャンスとばかりに部屋に侵入、やりたい放題の限りを尽くす。すると女性が帰ってきた。慌てた主人公はベッドの下に隠れ、彼女の私生活を覗き見るが……。
第二話「内面と外面の相違から起こる悲劇」
深夜の地下鉄に乗って帰宅する途中の主人公の前に怪しげな男が立つ。車内はガラガラで空席だらけにもかかわらず、何故か自分の前に立つ。怖くて席を移動すると、自分をジッと見つめてくる。耐えられず、次の駅に着いたと同時に降りようとするが……。
第三話「行き過ぎた愛情の記録」
地方に単身赴任している主人公の楽しみは、愛する妻と子供達の様子を収めたDVDを見ること。この日も届いたばかりのDVDを見ようとセットし、再生するのだが……。
第四話「好奇心が猜疑心を超えた結末」
自動販売機のお釣りの取り出し口からあるメモを見つけた主人公。そこには、「私に興味がある人、50m先の公衆電話に行ってね♥」と女性らしき筆跡で書かれていた。どうせイタズラだろうと指示された公衆電話に向かうと、「カッコいい？yesなら100m先に行ってね♡」とメモが。その後も指示された通りに向かうとその先々にメモが。そして遂に、女性の顔写真と携帯電話の番号が書かれたメモを見つけるのだが……。
第五話「いつか尽きる求愛のカタチ」
ある日、主人公が通り道のトンネルで自転車を修理している男性が落としたスプレー缶を拾って渡した。翌日、仕事から帰るとドアノブに紙袋が。中を見るとそこには……。
第六話「誰もが持つ恐ろしい人間の本性」
出会い系サイトでメールのやり取りをしていた「コウイチ」と言う男性とファミレスで初めて会うことになった主人公。「先に着いたよ」とメールをすると「10分くらい遅れる。どんな格好？」と返信が来る。「制服＆赤いカバン。そっちは？」と打つと「こっちから声かけるから大丈夫」。冗談のつもりで「こっちは教えたのに、そっちは教えてくれないなんて不公平じゃん」と打つ。すると返信が返ってくる。しかしそこには……。
エピローグ
翌日、予告の2時5分を過ぎても生きていたため、明るくなった主人公（谷村）。昨日告白した同級生に返事を貰おうと、下校途中の午後2時に帰り道にあるファミレスで待ち合わせすることになったのだが・・・・。

### ネット局
- 遅れネット：tvk（2012年10月7日14:00-14:55に放送）

## 『トリハダ5』
2009年3月30日(月)25:35 - 26:35に放送。2009年7月6日(月)25:10 - 26:10に再放送。全六話。なお、第4話「配達される不快な要因と結論」は、後の再放送やDVD版ではカットされている。

### キャスト
サイドストーリー
- 谷村美月

第一話「気づくことが恐怖のはじまり」
- 阿部進之介
- 三村恭代
- 笹野鈴々音

第二話「排除された弱者の論理」
- 鈴木砂羽
- 清水美那

第三話「思考の外にある残酷の記録」
- 石橋杏奈
- 地曵豪
- 長谷川恵美

第四話「配達される不快な要因と結論」
- 佐藤千亜妃

第五話「欲望と信頼の末路」
- 平野靖幸
- 高田郁恵

### あらすじ
プロローグ
会社の先輩から「あなたの写真と住所がネットに流出している」と電話で知らされた女性（谷村）。教えられたサイトを確認してみると、確かに自分の住所と写真が晒されている。更に画面をスクロールすると、「この女を本日の0時までに殺してくれたら賞金を差し上げます」とある。現在の時刻は午後11時ちょうど……。
第一話 「気づくことが恐怖のはじまり」
彼女に料理を作ってもらっている間、ベランダでタバコを吸おうとした主人公（阿部）。何の気無しに外を見渡すと、マンションの向かいの公衆電話で電話している女性（笹野）を見つける。こんな遅くに電話している女性を少し不思議に思いながらも、無視した。またある日ベランダに出ると、再びあの女性が電話しているのを見かける。それも今度はこちら側をじっと見つめている。それが何日も続き、さすがに目障りと感じた主人公は女性を怒鳴りつけようと外に出たが、そこには……。
第二話 「排除された弱者の論理」
町内会の会長を任された主人公（清水）は自分が作ったバザーのビラを町内会の先輩（鈴木）にみてもらおうと、家に上がる。出来映えなどについて盛り上がっていると、家のどこからか「ピーッ！ピーッ！」と音が鳴り響く。何の音か尋ねても、「気にしないで」とはぐらかされる。話していると、再び「ピーッ！ピーッ！」と音が鳴り響く。それも今度は間断無く。見ると、自分の目の前にナースコールの様な装置が設置されており、そこから音が鳴っている。さすがに「大丈夫か」と尋ねても、全く意に介さない……。
第三話 「思考の外にある残酷の記録」
ライブチャットに熱中する主人公（石橋）。ある夜、初めての人物がチャットを希望してきた。そこには陰鬱な顔をした男性が映っていた。主人公が挨拶しても全く何も返さず、無言のまま一方的にチャットを終了される。変に思う主人公の元に後日また男性からチャット依頼が来て、同級生の久美（長谷川）の異性に対する猫のかぶった態度の不満をぶつけるのだが……。
第四話 「配達される不快な要因と結論」
持病を抱え、常に薬を手放さない主人公（佐藤）。ある日、マンションのポストに宛名が書いていない封筒が入っていた。中には何も写っていない写真。不思議に思っていると、翌日にも写真が。そこに写っていたのは……。
第五話 「欲望と信頼の末路」
主人公（平野）がゴミを捨てに行くと、ゴミ捨て場の電柱に「アイテムを3つゲットして、マリン姫を助けよう！」と書いてある紙が貼ってあるのを見つけた。その紙には1つ目のアイテムの在り処を示す地図も。試しに主人公がその地図通りに進むと、地図の場所の電話ボックスで財布を見つけた。そこには2つ目のアイテムの在り処の地図が貼ってあり、「勇者は金貨を手に入れた！」の文章が。その後も地図通りに進んで行くと、3つ目で「剣」と称したバールを手に入れる。そこにはマリン姫の居場所が書いてあったのだが……。
エピローグ
ネットに書いてある時間の0時が刻々と迫ってくる。彼氏とも連絡がつかない。心細くなった主人公（谷村）の元に1本の電話が……。

## 『トリハダ6』
2009年10月7日(水)25：55～26：55に放送。なお、第3話「保身に必要な最低限の代償」は、後の再放送やDVD版ではカットされている。

### キャスト
サイドストーリー
- 谷村美月
- 浅野かや
- 大橋智和

第一話「計画された別れの演出と戦慄」
- 弓削智久
- 松岡恵望子

第二話「日常に潜む不条理の確率」
- 足立梨花

第三話「保身に必要な最低限の代償」
- 石堂夏央
- 野嵜好美
- 本多裕香
- 西村裕

第四話「持たざる者の恐怖と狂気」
- 地曵豪
- 辻修
- 下村恵里

第五話「天使の中にある恐るべき残酷」
- 佐藤涼平
- 富永凌平
- 阿部智江子
- 伊集院竣平

第六話「無欲で得た悲劇の主人公の座」
- 平方元基
- 本多力

### あらすじ
プロローグ
一人暮らしの主人公（谷村）はある日、自宅の異変を感じる。上がっているはずのない便座が上がっていたり、触れていないはずの歯ブラシが濡れていたり…。怖くなった主人公は友人（浅野）に泊まりに来てもらうのだが…。
第一話「計画された別れの演出と戦慄」
長く同棲していた交際相手（松岡）に別れを告げたばかりの主人公（弓削）。すぐに彼女が別れを受け入れて荷物をまとめて出て行こうとする。すると彼女が「明日誕生日でしょ？」とパソコンをプレゼントしてきた。断りきれずに受け取った主人公だが…。
第二話「日常に潜む不条理の確率」
女子高生の主人公（足立）は友人との約束の為、学校帰りにコインロッカーに寄って私服に着替えることに。制服を入れる為にコインロッカーを開けると、中には同じコインロッカーの19番の鍵が。面白半分で19番の鍵を開けると、そこには500万円の小切手と30番の鍵が。驚いた主人公だったが、興味本位で30番を開けるとそこには…。
第三話「保身に必要な最低限の代償」
会社員の主人公（石堂）は苛立っていた。部下（野嵜）に頼んでいた大事な報告書が完成していなかったからだ。普段からミスの多いこの部下に対してきつく当たる主人公は「20時までには終わらせます！終わらなかったら髪の毛を切ります！」と宣言する部下に呆れ半分で仕事を任せる。結果、報告書は書き直しで部下にシュレッダーにかけるよう指示した。しかしその中に主人公が大切にしている、大ファンのアーティストとのツーショット写真が入っていることに気づかずに一緒にシュレッダーにかけてしまい…。
第四話「持たざる者の恐怖と狂気」
タクシー運転手の主人公（辻）は田町までの客（地曵）を乗せる。しかしこの客、電話中にシートベルト着用を頼むと嫌そうな顔をする、常に命令口調など、かなり乗車マナーが悪い。主人公は客のその態度への苛立ちから、自分が今日でリストラで最後の運転である事を明かし…。
第五話「天使の中にある恐るべき残酷」
母親（阿部）に遊園地に連れて行ってもらった主人公（佐藤）。母親のビデオ撮影の下で楽しんでいると、その遊園地のメインキャラクターであるクマの着ぐるみに風船をもらいに行く。喜ぶ主人公だったが、目の前で別の子供達（伊集院・富永）がクマに乱暴し始めた。段々冗談では済まされないレベルになって行き、遂には着ぐるみの頭を外そうとする。たまらず母親はカメラを背けて主人公を呼ぶと、いつの間にかクマと子供達がいなくなっていた。程なくして主人公がすぐに「あっ、クマさんだ！」とクマを見つけ、再び駆け寄るのだが…。
第六話「無欲で得た悲劇の主人公の座」
ネットサーフィンをしていた主人公（平方）は「人を殺してしまいました」というタイトルのスレッドを見つける。質問内容は「死体の処理の仕方に困ってます」。主人公は冗談で「出来るだけ細かく裁断すれば？」と書き込む。すると翌日、「裁断しました。その後は？」と返信が来ていた。再び「生ゴミの日に一個一個出せば？」と書き込む。そのやり取りが続くうち、「冗談にしても不快だ」「お前も逝ってよし」とスレッドが荒れる。「そりゃそうか…」と呟く主人公がカーソルを下げると、「信じてもらえないので、以下の場所に証拠品を黒いバックに入れておきます」と地図付きの書き込みがあった。そこは自分の家のすぐ近くだった。何故か気になった主人公がその場所に赴くとそこには本当に黒いバックが置いてあったのだが…。
エピローグ
主人公（谷村）は自宅に何者かが不法侵入していると確信、家庭用の監視カメラを設置する。その晩、パソコンでカメラの画像を見るが誰も何も映っていない。「気のせいか…」。呟きながら映像を早送りしていると、遂にカメラが侵入者を捕えた。侵入者の映像を見ていると…。

## 『カクセイ 〜恐怖に目覚める6つのストーリー〜』
2011年3月31日（木）27:04 - 28:04に放送。
スタッフや放送形式は共通だが、タイトルを変更して主演も橋本愛に変更になるなど、姉妹番組として位置づけられている。また、この作品から制作協力が東北新社に変わっている。

### キャスト
サイドストーリー
- 橋本愛
- 高山侑子
- 夏目慎也

第一話「接触」
- 永岡卓也
- 播田美保

第二話「暗示」
- 八木瑛美莉
- 阿部朋子
- 岡野真也

第三話「循環」
- 大谷英子
- 飛鳥井みや

第四話「盲愛」
- 大久保綾乃
- 大沼百合子
- 山中敦史

第五話「不在」
- 松嶋亮太
- 野村美樹

第六話「漆黒」
- 松嶋亮太

### あらすじ
プロローグ
人気急上昇中のグラビアアイドルの真鍋ユキ（橋本）はある日、異変に気づく。覚えのない謎の染みが首に付いていたり、自身の携帯電話のメールの推測変換に打った覚えのない単語が入っていたりしていた。不安に思った主人公は同業者の杏奈（高山）に相談するのだが…。
第一話「接触」
主人公（永岡）は自宅近くのコンビニで夕食の弁当を購入するが、会計後にお釣りを渡す際、女性店員（播田）が必要以上に手を添えて握ってきた。店員の外見も含めて、主人公は思わず「キモっ」と呟く。その日の夜から、何者かにベランダの窓に石を投げられ始め…。
第二話「暗示」
本を読んで以来、催眠術に凝り始めた主人公（八木）。本の見よう見まねで母親（阿部）と姉（岡野）にそれぞれ主人公が手を叩くと猫とトンビになるよう催眠術をかけるが、二人とも全く取り合ってくれない。その日の夕方、母親の様子がおかしいことに気付いた主人公は…。
第三話「循環」
ある日、会社からの帰宅途中のスピード写真撮影機に人が座っているのを目撃した主人公（大谷）。その時は意に介さなかったが、それから毎日通る度、何時でも常に同じ人物が座り続けているのに気づく。薄気味悪くなった主人公が例の写真撮影機を通りかかると、突然写真が現像されてきた…。
第四話「盲愛」
就職活動中の主人公（大久保）はある日、面接を終えて帰宅する。両親と食卓を囲むが、引きこもりの弟が部屋から出てこない。全くそれについて触れようとしない両親に業を煮やした主人公は改めて家族の絆を説き、弟とコミュニケーションを取るよう熱弁を振るうが…。
第五話「不在」
宅配便の従業員の主人公（松嶋）は皆本明日香宅で不在配達に当たる。翌日、家主の女性から電話がかかってきて在宅時間を確認、女性の声のトーンを不思議に思いながらも再び家を訪ねる。しかし、またもや不在。その翌日にまたもや同じ女性から電話がかかってきて…。
エピローグ1
不安が募ったユキ（橋本）は杏奈（高山）に泊まりに来てもらうことになった。そこで時間を潰そうと、友人がDVDを手に取る。それは最近誕生日を迎えた主人公宛に事務所へ届いたファンからのビデオレターだった。1枚目のファンの様子が面白かったため、2枚目のDVDを見ようと再生するとそこには…。
第六話「漆黒」
目が覚めた主人公（松嶋）は自分が暗闇の中に幽閉されていることに気づく。見ると頭上にチャックがあるが、中々開かない。イライラしながらもどうにかチャックをこじ開けた主人公だったが…。
エピローグ2
あまりに恐ろしい光景を目の当たりにしたユキ(橋本)は、杏奈(高山)の部屋に泊めてもらうことにした。しかし彼女の部屋があるアパートは…。

### スタッフ
- 企画：水野綾子
- 監督：三木康一郎
- プロデューサー：大嶌諭、今野俊也（東北新社）
- 原案・脚本：三木康一郎、 吉高寿男、藤原ちぼり、丸茂周、 掛川浩司、土城温美

## 『ドクロゲキ』
2012年1月14日（土）25:55 - 27:00に放送。フジテレビの他に、岩手めんこいテレビや仙台放送でも放送された。
2012年5月26日（土）25:55 - 26:55に再放送。

前述の「カクセイ」同様、スタッフや放送形式が「トリハダ」シリーズと共通の姉妹番組。当番組の制作協力は東北新社である。これまでとは異なり主人公のプロローグからエピローグまで、その過去を振り返っていくフラッシュバック形式で放送された。ちなみに各エピソードのタイトルはそのエピソードにおける主人公の名前となっている。サブタイトルは後味の悪いサスペンス。

### キャスト
サイドストーリー
- 黄川田将也
- 小飯塚貴世江
- 渡邊小百合

第一話「鮫島由紀恵」
- 高梨臨
- 吉村沙耶香
- 当摩紗瑛

第二話「横山幾三」
- 品川徹
- 飯田基祐
- 山田キヌヲ
- 戸村美智子
- 長島暉実

第三話「村上哲也」
- 田中要次
- 六條辰也

第四話「畑野のぞみ」
- 藤原梨名
- 寺田千穂
- 山林真紀

第五話「内田誠」
- 弓削智久
- 兎本有紀
- 松岡恵望子
- 横山利彦

### あらすじ
プロローグ
林（黄川田）は盲目ながら幸せの絶頂にいた。自分の障害を理解し懸命に介護してくれる心優しい彼女（小飯塚）と結婚し、娘が産まれたからだ。子供の顔も彼女の顔も見えない林だが、「私に似ちゃってたら不細工になっちゃうから、あなた似で良かった」と語る彼女をそっと抱きしめ、「君に似てたら美人になってるよ」と囁く…。
第一話「鮫島由紀恵」
漫画家の鮫島（高梨）は依頼されていた原稿の締め切りが迫っていた。どうにか徹夜で書き上げて翌日編集部に郵送、寝ようとしたら隣の子供（吉村）が「ママ、開けて！」とドアを叩き始めた。自分の家と間違えていると感じた鮫島は「間違ってるよ」と言うのだがその後もノックが止まず、遂に「違うって言ってんだろ！」と激怒するとノックが鳴りやんだ…。
第二話「横山幾三」
老人である横山（品川）は病院で危篤状態に陥った。母親（山田）から連絡を受けた息子（飯田）は家族を引き連れてすぐに面会に来た。容体は安定したが、ほとんど余命幾ばくもない状態。そんな中、横山が「死ぬ前にどうしても言わなければならないことがある」と語り始め、「一度だけ不倫をしてしまった」と秘密を告白する…。
第三話「村上哲也」
村上（田中）は長らく音信不通だった父親（六條）の家にたどり着く。合鍵を見つけて中に入るとすりガラスの扉越しに父親の姿を確認するが、開けようとしてもすぐに扉を閉じてしまう。仕方がないので扉越しに親不孝の懺悔や思い出話、同居の提案を話し始める…。
第四話「畑野のぞみ」
小学生の畑野（藤原）のクラスではある日、母親参観で「私のお母さん」について作文を発表することになった。前の子の発表が終わり畑野が発表する番になりその内容は「お母さんの鼾がすごい」と言う明るい始まり方だったのだが、段々「仕事を失くした父親が酒浸りになって母親が遅くまで働き、父親は酔った時に母親を殴る」と小学生らしからぬ深刻な家庭事情を語る内容になっていき…。
第五話「内田誠」
妊娠中の彼女（松岡）と同棲中の内田（弓削）は何かと金の無心に訪ねてくる母親（兎本）に辟易としていた。そんなある日病院から連絡があり、担当医から母親は重度の腎不全で腎移植以外に助かる方法はなく、それを彼女の意思で黙っていたと告げられる。突然の宣告に戸惑う内田は幼少期に母親にほとんどかまってもらえなかったことを恨む一方で、スナックを開いて女手一つで自分を育ててくれた母親への思いと葛藤していた。最終的に腎移植を決意するのだが…。
エピローグ
林が盲目になったのはある仕事帰りの夜、自宅マンションのエレベーター前で突然後ろから硫酸を目に直接かけられたからだった。網膜をやられて完全に失明、病院の屋上で絶望する林だったが…。

### スタッフ
- 企画：水野綾子
- 監督：三木康一郎
- プロデューサー：大嶌諭、今野俊也（東北新社）
- 原案・脚本：三木康一郎、 吉高寿男、藤原ちほり、丸茂周、 掛川浩司、土城温美

## 『ドクロゲキ2』
2012年6月9日（土）25:50 - 26:50に放送。

### キャスト
サイドストーリー「川口典子」
- 戸松遥
- 中村翔
- 伊藤修子
- 村上よう子
- 津々良礼子

第一話「信じる。」
- 高梨臨
- 市川千恵子
- 筒井奏
- 細谷レナ
- 高橋新太郎
- 七海映子

第二話「知る。」
- 野間口徹
- 市川楓穂梨
- 豊友大
- 鈴木双嵐

第三話「変わる。」
- 長島暉実
- 島津健太郎
- 鵜沢海斗
- 今村有希
- 友倉由美子
- 河野宏明

第四話「さぐる。」
- 川島潤哉
- 本多力
- 早織
- 芳賀優里亜
- 町屋友健
- 坪内悟
- 森下サトシ
- 細谷レナ
- 角島美緒

第五話「隠す。」
- 安野遥
- 柴田杏花
- 吉村紗耶香
- 金沢涼恵
- 千咲としえ

第六話「触れる。」
- 於保佐代子
- コッセこういち

### あらすじ
プロローグ
ある団地の最上階、脚立に乗った子どもがベランダから下を見下ろす。画面が変わり、女性（戸松）が自分の夫と思わしき男性との馴れ初めを語り始める…。
第一話「信じる。」
市役所に勤めるみすず（高梨）の元には顔なじみの老婆（市川）がいた。みすずの趣味はタロット占いで、老婆に頼まれて占うこともあった。ある日、老婆は孫の手術に際し役立てられることは無いか占ってくれとみすずに頼む。思わぬ重い依頼に困惑しながらも、みすずはタロット占いを行い「身の回りから白い物をなくすと良いことが起きる」という結果を告げるが…。
第二話「知る。」
小学校の教師（野間口）は担任のクラスで持ち物検査を始める。そんな中、ある女子児童が手提げを持って教室から出ていこうとする。児童を引き留め手提げの中身を見ると…。
第三話「変わる。」
とある日の夏休み。宿題も終わらない中、賢也（長島）とコウイチ（鵜沢）は遊びに出かけた。その道中、自転車で競走しようと半ば無理矢理走らせるとコウイチが目の前でトラックに撥ねられて亡くなってしまう。後悔の念と罪悪感に苛まれる賢也だが、コウイチの遺族は慰めた上、父親から形見としてコウイチの部屋の物から好きなものを一つ持って行ってやって欲しいと話し…。
第四話「さぐる。」
2対2の合コンが終わり、米山（川島）が会計を払おうとするとその料金は6万円と高額であることに驚く。当初は見栄を張ろうと男性陣で払おうとした米山達だったが、2件目の誘いを断った女性陣が帰り支度をすると、米島は女子も含めた4人で割り勘にしようと話し始め…。
第五話「隠す。」
女性用公衆トイレでの順番待ち。個室に入っている学生（柴田）はトイレの中から順番を待つ女性にナプキンを要求する。快く渡した女性だが、学生は何度もナプキンを要求し…。
第六話「触れる。」
出産間近の主婦（於保）は夫（コッセ）の部屋から人妻物のアダルトビデオを見つける。その後、夫のカバンから人妻援助交際サイトの登録証も見つける。主婦は自分の身元を隠しながら同じパソコンで夫とやり取りを始める…。
エピローグ
馴れ初めと現在に至るまでを語り続ける女性、ベランダから見下ろす子ども、噂話をする近所の住人、そして…。

## 傑作選
2009年8月29日(土)27:30 - 28:50に放送（番組の終了時間は全放送の中で最も遅い）。全十一話。
『トリハダ〜夜ふかしのあなたにゾクッとする傑作選〜』として放送。谷村美月の出演部分は除かれている。

### 放送内容
キャストとあらすじは省略。( )内の数字はシリーズの数字。
第一話「恐怖は常にあなたの隣に」(4)
第二話「気づいた時が恐怖のはじまり」(1)
第三話「思考の外にある残酷の記録」(5)
第四話「行き過ぎた愛情の記録」(4)
第五話「愛もしくは憎悪に関する記録」(1)
第六話「いつか尽きる求愛のカタチ」(4)
第七話「甘い誘いは死へのいざない」(3)
第八話「雑音と無音の因果律」(3)
第九話「常に起こりえる監視のカタチ」(1)
第十話「常識を逸脱した非常の結末」(3)
第十一話「気づくことが恐怖のはじまり」(5)

## 劇場版

### トリハダ ‐劇場版‐
2012年9月13日にシネマサンシャインでの3週間限定ロードショーを皮切りに全国7館で上映。主演にトリハダシリーズの顔と言える谷村美月。サイドストーリーの主演にはこれまでのトリハダに出演した女優に加え、自身もトリハダシリーズファンである宮崎美穂（AKB48）も出演。また、共演には多くの作品に出ている野間口徹、こちらもトリハダシリーズの「顔」と言える笹野鈴々音も出演している。物語の展開もテレビ放送版トリハダ同様「メインとなる谷村美月主演ストーリー」に何らかの形で「各女優によるサイドストーリー」が絡む形式となっている。
キャッチコピーは「夜ふかしのあなたに ゾクッとする話を」。

#### キャスト（劇場版）
- 高林ひかり - 谷村美月
- 木南晴夏
- 佐津川愛美
- 石橋杏奈
- 入来茉里
- 美香 - 宮崎美穂（AKB48）
- 白羽ゆり
- 野間口徹
- 松本じゅん
- 小林高鹿
- 古川雄輝
- 菊田大輔
- 笹野鈴々音

#### あらすじ（劇場版）
プロローグ
第一話「見えざるものの中にある真理」
由美子（木南）はマンションと駅の間にあるトランクルームを借りていた。夜、荷物を置きに行くと、斜め向かいのトランクルームを使っている男と遭遇し…。
第二話「異常な愛情と執念の6日間」
宅配便で働く孝史（古川）は、不在表を見て電話してきた横田（笹野）という女性に家に配達に行く。仕事が終わって家に帰り、コインランドリーで洗濯していると…。
第三話「好奇心から生まれる想像と漆黒」
夜のバスの前の席に座っている女子高生（入来）の携帯電話が目に入った良和（野間口）。ついつい「朝まで一緒うふふ～♡」という文字を読んでしまい…。
第四話「理想と現実の相違から訪れる闇」
付き合っている男にしつこくされていると飽きて別れを切り出す葉子（佐津川）。ある日、引っ越したばかりの部屋に帽子を深くかぶった男が鍋を持って訪ねてくる。どうやらシチューを作り過ぎてしまったようなのだが…。
第五話「自身に降りかかった悪夢と結末の相違」
夕子（石橋）が仕事から帰ると、上着のポケットに小さく丸めた紙が入っていてそこには「30」と書いてあった。翌日、出勤するためのバスを降りるとポケットの中に今度は「29」と書いてある紙が入っていて…。
第六話「誘惑と疑念の葛藤と脅迫」
専業主婦の真貴子（白羽）は、毎週金曜日に限って帰りが遅い夫を疑っており「浮気したら殺すから」と言ったものの、それ以上問い詰めたりはしなかった。ある日、真貴子の下にライフスタイルを改善すると名乗った女性から電話がかかってきて…。

#### スタッフ（劇場版）
- 監督 - 三木康一郎
- エグゼクティブプロデューサー - 藤原努
- 製作 - 菅井敦、藤本款
- プロデューサー - 藤原努、梶野祐司、岩下裕美、原口陽平
- 脚本 - 三木康一郎、ブラジリィー・アン・山田、八代丈寛、名執健太郎
- 撮影 - 榎本正使
- 特殊メイク - 松岡象一郎
- 美術 - 村上輝彦
- 衣裳 - 城宝昭子
- ヘアメイク - 一條純子
- 照明 - 尾畑弘昌
- 録音 - 野口京治
- 助監督 - 高杉考宏
- 製作 - 「トリハダ 劇場版」製作委員会
- 配給 - クロックワークス

### トリハダ -劇場版2-
2014年9月20日に全国6館で公開された。

#### キャスト（劇場版2）
- 山内しおり - 石橋杏奈
- 足立梨花
- 入来茉里
- 佐津川愛美
- 前田公輝
- 優希美青
- 大島麻衣
- 白石隼也

## 関連商品

### DVD
全てクロックワークスより発売。レンタル先行でリリースされた。セルDVDは2010年10月12日より、ローソンにて999円の価格で購入可能。
1. 『トリハダ』（2010年8月6日レンタル開始）ジャケットは第三話のイチキ游子
2. 『トリハダ2 ネック』（2010年8月6日レンタル開始）ジャケットは佐津川愛美
3. 『トリハダ3』（2010年9月10日レンタル開始）ジャケットは第五話の延増静美
4. 『トリハダ4』（2010年9月10日レンタル開始）ジャケットは第一話の宮下ともみ
5. 『トリハダ5』（2010年10月8日レンタル開始）ジャケットは第一話の笹野鈴々音
6. 『トリハダ6』（2010年10月8日レンタル開始）ジャケットはサイドストーリーの谷村美月

### 小説
扶桑社より2009年7月18日発売。書き下ろし1編を含む全26話を収録したノベライズ。キャッチコピーは「幽霊の出ない怖い話。」。ノベライズは石田雅彦。表紙には「気づくことが恐怖のはじまり」の女の顔、笹野鈴々音が使われている。
なお、書き下ろしの1話は本自体にまつわる話となっており、それと連動して本自体にある仕掛けが施されている。ある方法を使うとその仕掛けを体験することができるが、方法は小説内ではヒントが出されるものの、はっきりとした解答は明かされない。